# Битва при Елтеке
Битва при Елтеке (сражение при Альтакку) — сражение, состоявшееся в 701 году до н. э. между войсками ассирийского царя Синаххериба и объединенными силами городов Палестины при помощи союзников из Египта. Ассирийцы одержали победу. Об этом сражении сообщается в надписях самого Синнахериба, в Библии; о военном столкновении Синнахериба с египтянами упоминает также Геродот (II, 141).

## Местоположение
Елтеке упоминается в списке городов, которые были получены коленом Дана: «Елтеке, Гиввефон и Ваалаф» (Книга Иисуса Навина, 19: 44). Точное местоположение этого города неизвестно; предлагались различные гипотезы. На данный момент наиболее вероятным выглядит отождествление с Телль-эш-Шалаф или с Телль Мелат.

## Предпосылки
Сражение стало частью карательного похода ассирийского царя против городов Сирии, Финикии и Палестины, которые отпали от Ассирии. Основными участниками коалиции были города Ашкелон и Екрон. В сражении принимали участие египетские войска под руководством Тахарки, фараона нубийской XXV династии. В то время Тахарка ещё не был фараоном; возможно, юный возраст не позволял ему фактически участвовать в сражении и его командование носило лишь номинальный характер.
Не вполне понятно, на какой стадии кампании состоялось сражение: возможно, это была последняя и решающая битва. С другой стороны, есть и доводы за то, что битва при Елтеке состоялась в середине похода: если считать, что местом битвы действительно был Телль-эш-Шалаф вблизи Екрона, то он расположен слишком далеко на севере, и египетские войска не смогли бы прийти на помощь союзникам. Кроме того, в библейском рассказе об осаде Иерусалима Синаххерибом ассирийский посланник называет Египет «тростью надломленной» (Четвертая книга Царств, 18: 21): возможно, это намек на то, что сражение уже состоялось.

## Ход и последствия сражения
Битва при Елтеке оказалась единственным открытым сражением в ходе кампании, поскольку противники ассирийцев редко осмеливались встретиться с ними на поле сражения. О ходе сражения сообщает в своей хронике царь Синаххериб:
Царей Египта, лучников, колесничих, конников царя Эфиопии — силы бесчисленные — призвали они против меня и те пошли им на помощь. В окрестностях города Альтакку предо мной ряды их были выстроены, и они точили своё оружие. Могуществом Ашшура, моего владыки, я сразился с ними и нанес им поражение. Колесничих и воинов царя египетского и колесничих царя эфиопского живьем в разгаре сражения захватили руки мои. Города Альтакку и Тамну я осадил, взял, захватил их добро.
По некоторым данным, Сеннахериб захватил в плен и нескольких сыновей эфиопского царя или же сыновей правителей Дельты.
Современные историки зачастую не склонны доверять победным реляциям Синаххериба и считают сражение или «ничьей», или даже поражением ассирийцев. У. Галлахер предполагал, что в результате сражения сложилась «патовая ситуация»: ассирийцы не потерпели поражения, но понесли серьёзные потери в живой силе и их боевой дух был подорван. В то же время именно результат сражения при Елтеке позволил ассирийцам захватить Екрон.